# Jaroslav Brož (lední hokejista)
Jaroslav Brož (* 1. června 2000) je český lední hokejista hrající na postu útočníka.

## Život
Ve svých pěti letech začal s hokejem v týmu HC Letci Letňany. Když byl v šesté třídě, přešel do pražské Slavie, v níž pak nastupoval ve svých mládežnických letech. Během sezóny 2017/2018 se objevil ve třech utkáních také v reprezentačním výběru České republiky do 18 let. Následující ročník se dostal do kádru mužského celku svého mateřského oddílu a vedle toho stihl nastoupit též za HC Letci Letňany. Za muže Slavie prvně nastoupil 22. října 2018 v utkání na hřišti přerovských Zubrů a jako první hráč svého klubu dal v té sezóně hattrick (v zápase s Kadaní 15. prosince 2018). Od sezóny 2025/26 se stal hráčem Litvínova.

### Mimo hokejovou kariéru
Jaroslav Brož úspěšně absolvoval magisterské studium na Fakultě tělesné výchovy a sportu Univerzity Karlovy. Na bakalářském studiu měl tělovýchovu se zaměřením na vzdělání a učitelství pro střední školy a po ukončeném magisterském studiu má nejvyšší trenérskou třídu.